# Ça va se savoir ! (émission de télévision)
Pour les articles homonymes, voir Ça va se savoir.
Ça va se savoir ! est une émission de télévision franco-belge adaptée de l'émission télévisée américaine The Jerry Springer Show, présentée par Simon Monceau, créée et produite dans sa première version par Arnaud Lauris, producteur de programmes de divertissements,. Elle était diffusée chaque soir en semaine vers 19 h 30 sur AB3 et RTL9 à partir du 25 mars 2002 et était diffusée aléatoirement sur RTL9 et NT1. AB3 retira cette émission de sa grille en 2008,.

## Principe de l'émission
À l'instar de son modèle américain, Ça va se savoir ! est une émission de témoignage arrangée traitant des situations scriptées de façon volontairement racoleuse et exagérée. Les invités étaient à l'origine présentés comme étant des personnes réelles venant narrer leur histoire et régler leur conflit, mais très vite, les soupçons que l'émission utilisait des acteurs ont fait surface, les téléspectateurs reconnaissant ici et là certains acteurs dans des publicités. La pression fut telle que les producteurs ont finalement admis le recours aux acteurs pour le lancement de l'émission, tout en expliquant qu'avec le temps, ces comédiens seraient remplacés par des personnes réelles. L'émission s'est résignée à annoncer officiellement au générique que les personnes présentées sont des acteurs, tandis que The Jerry Springer Show affirme présenter des personnages tout aussi authentiques que leurs histoires (ceci est souvent mis en doute), sans nier que les péripéties de l'émission sont parfois répétées ou convenues à l'avance avec les protagonistes. Simon Monceau, l'animateur, s'amusa à utiliser, à quelques reprises, la "métaphore du théâtre", lors de ses conclusions marquant la fin de l'émission (comme dans l'épisode "J'ai une liaison avec le mari de ma collègue", par exemple : "(...) la vie, le grand et le petit théâtre de la vie est ainsi."). Peut-être était-ce là un indice concernant le caractère factice des situations présentées au public.
Deux témoins s'opposent sur le plateau et font dans la surenchère pour mettre le public, de leur côté jusqu'à en venir aux mains. Un public quelque peu bruyant, qui commente parfois les paroles des invités. D'où la présence, sur le plateau, d'agents de sécurité, chargés d'empêcher les invités de se battre, et que la situation ne dégénère totalement. L'animateur, lorsqu'il voit que la tension entre ses invités augmente, se place au milieu du public, comme pour éviter l'affrontement. 
De l'aveu même de la production (qui sera obligée, par la suite, de l'inscrire au générique de l'émission), les témoins sont des comédiens, le public des figurants volontaires et les sujets souvent abracadabrants, avec toujours un rebondissement inattendu, qui bouscule les certitudes des uns et des autres, et en particulier celles des invité(e)s : « Ma femme est une mangeuse d’homme », « Méli-mélo chez les échangistes », « Je suis homo, je couche avec ton meilleur ami ».
Initialement produit par AB Groupe, la production est assurée par AB3 fin 2002 pour lui permettre de respecter son quota de production d'œuvres originales en langue française imposé par le CSA belge. En fait, hormis Simon Monceau, tous les comédiens et le public sont belges. 
Ce show était suivi par près de 150 000 téléspectateurs sur AB3, RTL9 et NT1. 
L'émission a été tournée aux Studios de la Montjoie à la Plaine Saint Denis de mars 2002 à août 2002 et aux Studios AB3 à Bruxelles à partir de septembre 2002.

## Plan d'un épisode
Simon Monceau arrive en sautillant sur le plateau. Il tape dans la main de plusieurs personnes dans le public. Il prend du recul et commence par une introduction à base de métaphores, liée au sujet traité dans l'épisode à venir. 
Ensuite, invariablement, il appelle sur le plateau le 1er témoin. Le public scande le nom de celui-ci puis le témoin s'assoit sur une chaise. Il raconte son histoire et partage son désarroi avec Simon Monceau et le public. Vient ensuite un 2e intervenant. Il s'agit généralement de la personne à raisonner. Enfin, un 3e intervenant débarque. C'est souvent celui qui est à l'origine de la discorde ou qui viendra résoudre le conflit. Lors de l'arrivée de chaque témoin, le présentateur rappelle brièvement la situation, sans manquer d'insister sur les connotations scandaleuses et sordides de l'affaire. 
Plus rarement, il est possible qu'il y ait un 4e intervenant, comme c'est le cas dans l'épisode intitulé Mon père veut me caser.
Deux vigiles aux musculatures proéminentes assurent la sécurité des intervenants, dont les débats peuvent parfois en venir aux mains. C'est alors à eux de faire prévaloir leur forte autorité. Le reste du temps, leur présence tient de la figuration.
Quand on atteint le point de non-retour dans le débat, Simon Monceau stoppe court aux palabres et vient alors le temps des « Questions… questions, et réactions du public ! » Celui-ci prend parti pour un ou plusieurs intervenants, distille conseils ou se contente de donner son sentiment (souvent exacerbé) sur l'affaire en question. Simon Monceau prend alors de nouveau du recul et se fend d'une conclusion en forme de morale, toujours à base de métaphores. Puis, après la phrase « Et ça ce soir… ça va se savoir ! … Bonsoir ! », il quitte le plateau de la même manière qu'il est arrivé.